# Lionel Hugonnier
Lionel Hugonnier (ur. 17 kwietnia 1973) – francuski judoka. Brązowy medalista  mistrzostw świata w drużynie w 1998. Startował w Pucharze Świata w latach 1996, 1998-2001 i 2003. Brązowy medalista mistrzostw Europy w drużynie w 2002. Mistrz Francji w 1997 roku.